# Rhynchocorys
Rhynchocorys – rodzaj roślin z rodziny zarazowatych (Orobanchaceae). Obejmuje 6 gatunków. Rośliny te występują w południowo-wschodniej Europie, południowo-zachodniej Azji oraz w północno-zachodniej Afryce. 
Początkowy okres rozwoju, czasem przez kilka lat, spędzają jako pasożyt całkowity pod ziemią. Pędy nadziemne są zielone i w tej fazie rośliny są półpasożytami.

## Morfologia
PokrójRośliny zielne (roczne i byliny), nagie lub ogruczolone, o łodydze prosto wzniesionej, pojedynczej lub rozgałęzionej, osiągającej od 20 do 60 cm wysokości.
LiścieNaprzeciwległe, czasem w dolnej części pędu skrętoległe, siedzące lub krótkoogonkowe, równowąsko-lancetowate do jajowatych, zaostrzone, o brzegu karbowanym lub piłkowanym.
KwiatySiedzące lub krótkoszypułkowe, wyrastają w węzłach górnej części łodygi, w kątach podobnych do liści przysadek. Kielich z czterema ząbkami na szczycie, bocznie spłaszczony, nagi lub owłosiony, powiększający się w czasie owocowania. Korona żółta, w dole rurkowata, wyżej dwuwargowa. Górna warga ścieśniona bocznie i silnie, dziobowato wydłużona, dolna warga krótsza. Pręciki cztery, schowane w rurce korony. Zalążnia kulista, spłaszczona bocznie.
OwoceTorebki z kilkoma lub licznymi nasionami kształtu dyskowatego, nieoskrzydlone.

## Systematyka
Pozycja systematyczna
Rodzaj z rodziny zarazowatych Orobanchaceae, w której obrębie klasyfikowany jest do plemienia Rhinantheae Lamarck & de Candolle. 
Wykaz gatunków
- Rhynchocorys elephas (L.) Griseb.
- Rhynchocorys kurdica Nábělek
- Rhynchocorys maxima Richt. ex Stapf
- Rhynchocorys odontophylla R.B.Burb. & I.Richardson
- Rhynchocorys orientalis (L.) Benth.
- Rhynchocorys stricta (K.Koch) Albov